# Czarkowy
Czarkowy – wieś w Polsce położona w województwie świętokrzyskim, w powiecie buskim, w gminie Nowy Korczyn. Leżą nad Nidą.
Do 1954 roku istniała gmina Czarkowy.
W latach 1975–1998 miejscowość administracyjnie należała do województwa kieleckiego.
Przez wieś przechodzi  zielony szlak turystyczny z Wiślicy do Grochowisk.

## Historia
Czarkowy jako osada otwarta powstały przed 1250 r. bowiem wymienione są przez źródła pisane przed wspomniana datą.
Wieś była własnością kolejno rodów Czartoryskich, Radziwiłłów, Moskorzewskich herbu Pilawa i Pusłowskich herbu Szeliga. Wśród właścicieli wymieniany jest Hieronim Moskorzowski, jeden z czołowych działaczy ruchu antytrynitarskiego i generał Karol Kniaziewicz.
Miejscowość związana z działalnością Braci Polskich. W Pracy „Szlakiem Braci Polskich” Józef Szymański wspomina o grobach arian, cyt: „Wśród cienistych lip znoszą się mogiły dawnych arianów”. W Czarkowach oprócz wspomnianego Hieronima Moskorzowskiego vel Moskorzewski mieszkał teolog i ideolog religijny braci polskich Andrzej Wiszowaty. Znajdował się tutaj jeden z najważniejszych zborów ariańskich po zamknięciu w 1638 r. zboru, akademii i drukarni w Rakowie
W l. 1654-1655 pastorem po śmierci Jana Ciachowskiego był Stanisław Lubieniecki (1623-1675), teolog i astronom. Z zachowanych przez niego notatek wynika, że do zboru należało wtedy ok. 45 rodzin czyli ok. 200 wiernych, przeważnie szlachty.
W końcu grudnia 1655 r. wieś stała się łupem rabusiów i pogromów antyariańskich. Zniszczono zbór i bibliotekę należącą do Stanisława Lubienieckiego, a większość wiernych schroniła się w Gorlicach. Po konstytucji sejmowej o wygnaniu arian z Rzeczypospolitej w 1658 roku, kilkakrotnie odbyto tutaj tajne synody ariańskie..
W 1783 r. wieś należąca wówczas do powiatu wiślickiego w województwie sandomierskim była własnością starosty skotnickiego Joachima Morsztyna.
W 1864 r. na mocy dekretu cara Aleksandra II o uwłaszczeniu włościan wieś stała się własnością jej mieszkańców.
W XVIII w. rodzina Morsztynów wybudowała w Czarkowach barokowy pałac. Była tam też stara kopalnia siarki pod nazwą „Opatrzność Boska” zamknięta w XVIII w. Pałac i kopalnię w 1849 kupił Władysław Pusłowski, a jedenaście lat po jego śmierci, w 1870, przejął je w spadku starszy syn Zygmunt. W pałacu nad Nidą wychowywali się synowie Zygmunta i jego żony Marii: Emanuel zwany Nelem (studiował później matematykę w Paryżu i przyjaźnił się z Marcelem Proustem), Xawery, na którego wołano Sawa (prawo, filozofia i historia sztuki w Krakowie i Berlinie) i najmłodszy Włodzimierz (służył później w armii rosyjskiej). Młodopolski Kraków uwielbiał czerkowski salon artystyczno-polityczny, głównie za sprawą Zygmunta i jego kolekcjonerskich zbiorów, a gromadził książki, dokumenty, rękopisy i starodruki, meble, makaty, gobeliny, dywany, kolekcje porcelany, srebra, szkła, obrazy, rzeźby, sprowadzane z Paryża, Wiednia, Warszawy, Krakowa. W Czarkowach, u Zygmunta, bywali artyści: Matejko, Boznańska, Malczewski, Rostworowski, Puszet, Morstin, Mehoffer. Józef Mehoffer uwiecznił pałac Pusłowskich na rysunku w 1913. Rok później, we wrześniu 1914 roku wojska rosyjskie spaliły pałac Pusłowskich w Czarkowach wraz z olbrzymią kolekcją dzieł sztuki zgromadzoną przez Zygmunta Pusłowskiego. (m.in. domniemany rysunek głowy Chopina autorstwa Delacroix).

Archiwalne widoki dworu
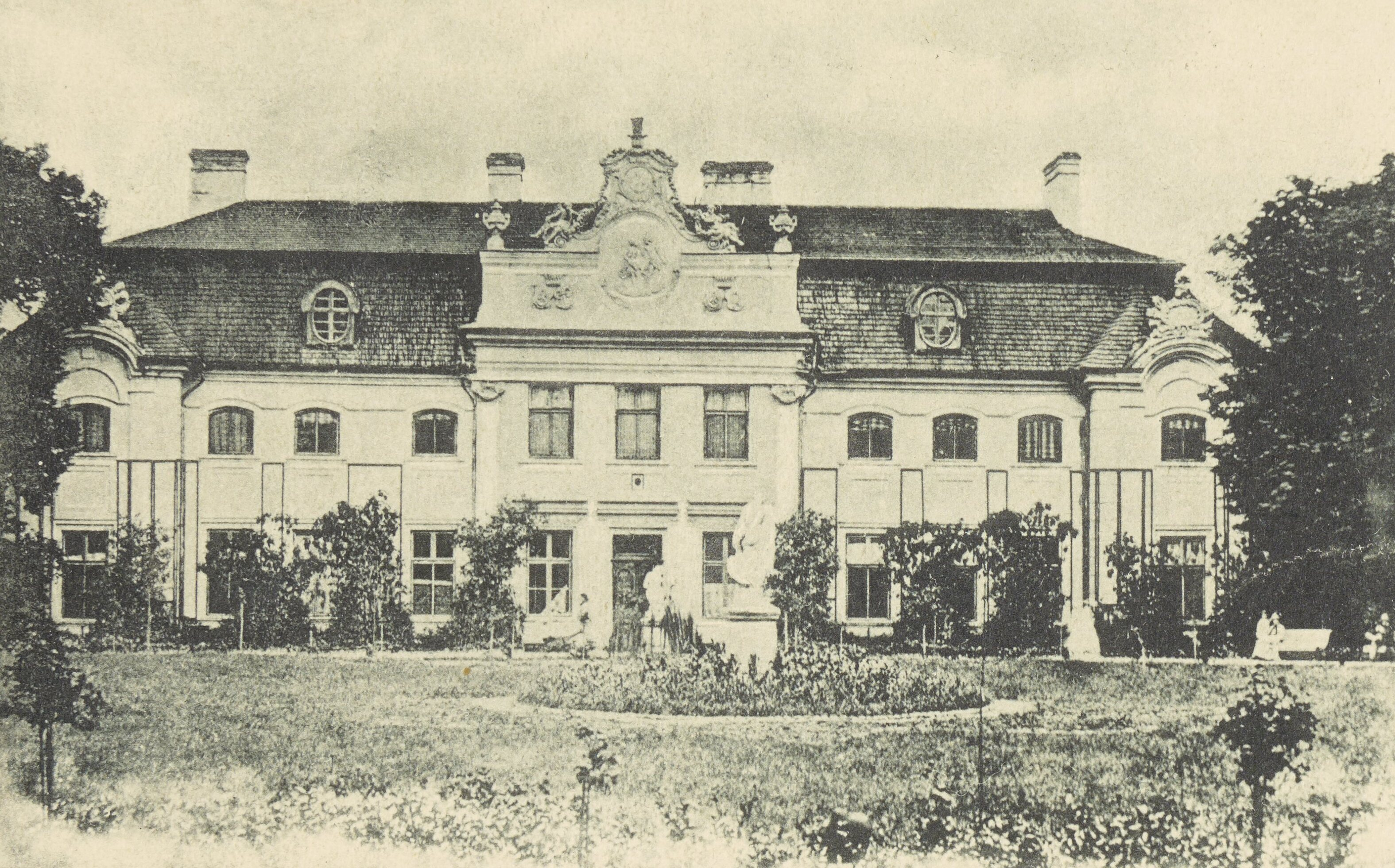
Przed 1906
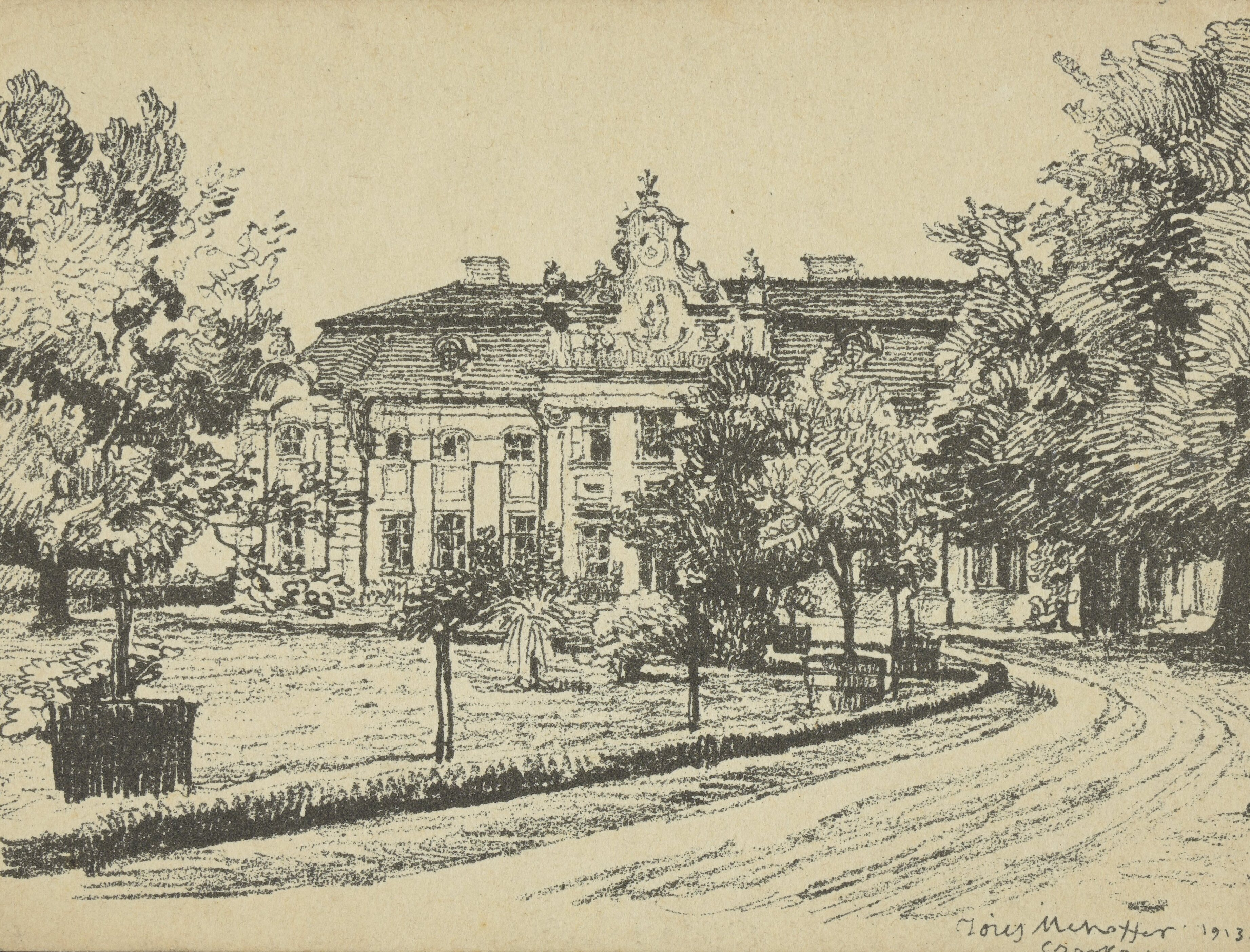
1913
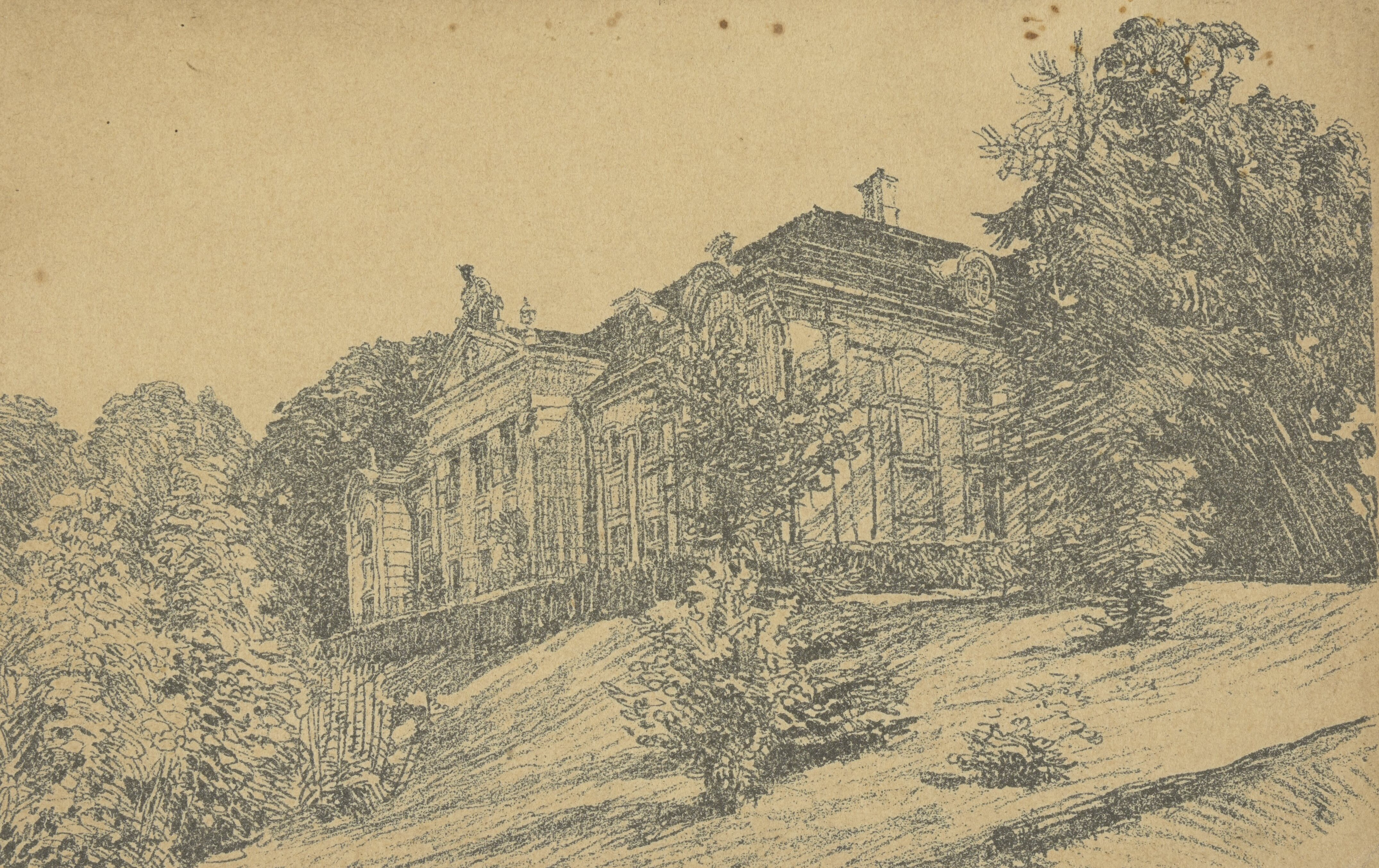
1914

W XIX w. wieś była siedzibą gminy. Znajdowała się tu szkoła gminna. W 1827 r. Czarkowy miały 71 domów i 632 mieszkańców. W miejscowości funkcjonowała kopalnia siarki. Wydobywany tu surowiec był na miejscu oczyszczany. W 1873 r. w zakładzie działał kocioł parowy oraz dwa aparaty destylacyjne. Pud oczyszczonej siarki sprzedawany był na miejscu w cenie 1 rubla i 20 kopiejek. W zakładzie zatrudnionych było 120 robotników. Średnia produkcja roczna siarki miała wartość 40 000 rubli.

## Zabytki
- Niewielki cmentarz wojenny z odsłoniętym w 1928 r. przez prezydenta Rzeczypospolitej Ignacego Mościckiego pomnikiem „Ku chwale pierwszych bojów Józefa Piłsudskiego o niepodległość Polski”. Jest to wysoka na sześć metrów kamienna czworoboczna kolumna na schodkowej podstawie, zwieńczona zrywający się do lotu orłem z brązu. W 1945 r. Rosjanie wysadzili go w powietrze. Odbudowano go w 1992 roku[12], a w 2012 roku miejsce to zostało poddane renowacji[13]. Na cmentarzu wokół obelisku spoczywają żołnierze Legionów Polskich, żołnierzy Wojska Polskiego z 1939 r. oraz Armii Krajowej. Cmentarz został wpisany do rejestru zabytków nieruchomych (nr rej.: A.46 z 5.11.1990)[14].

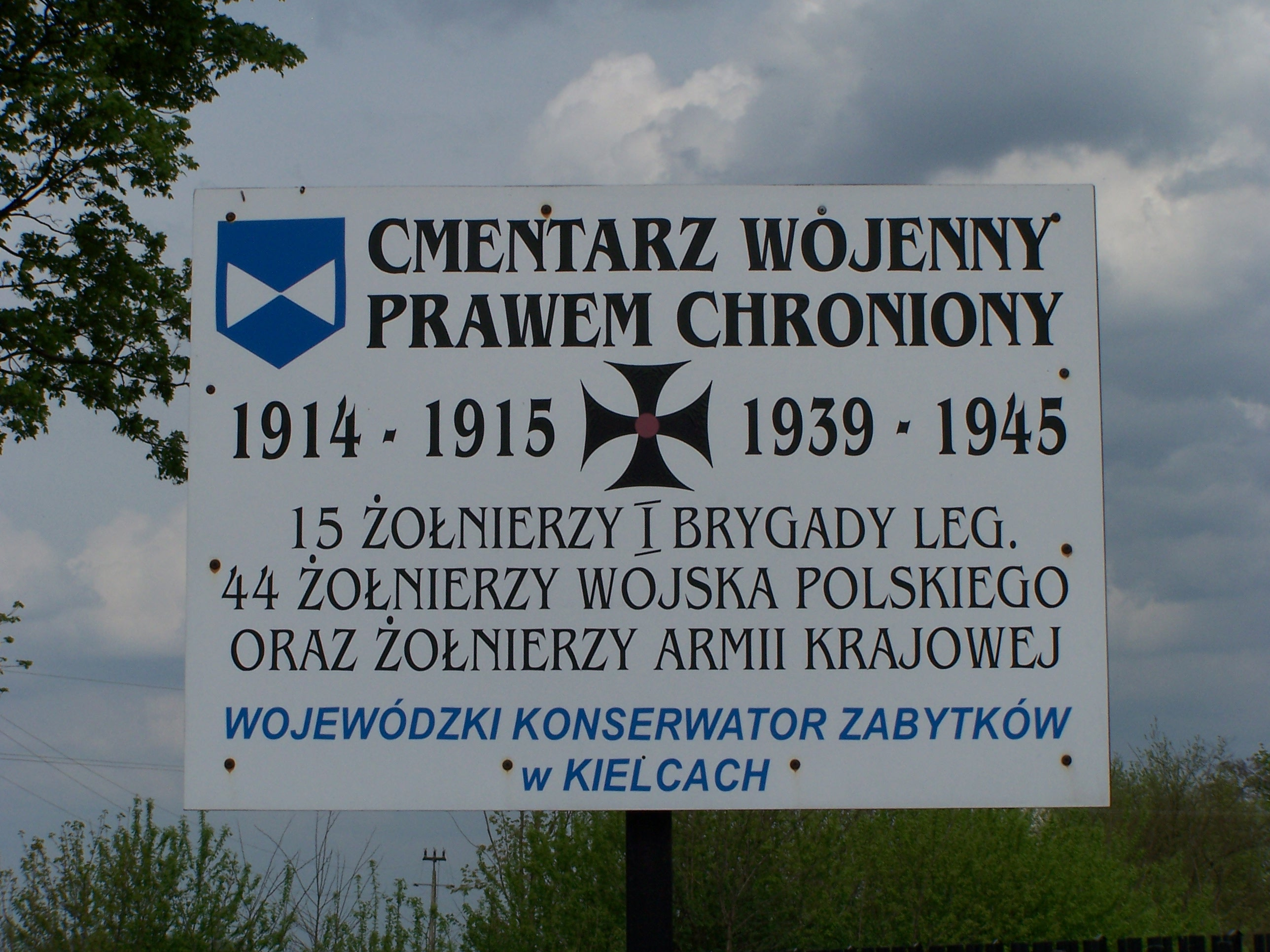
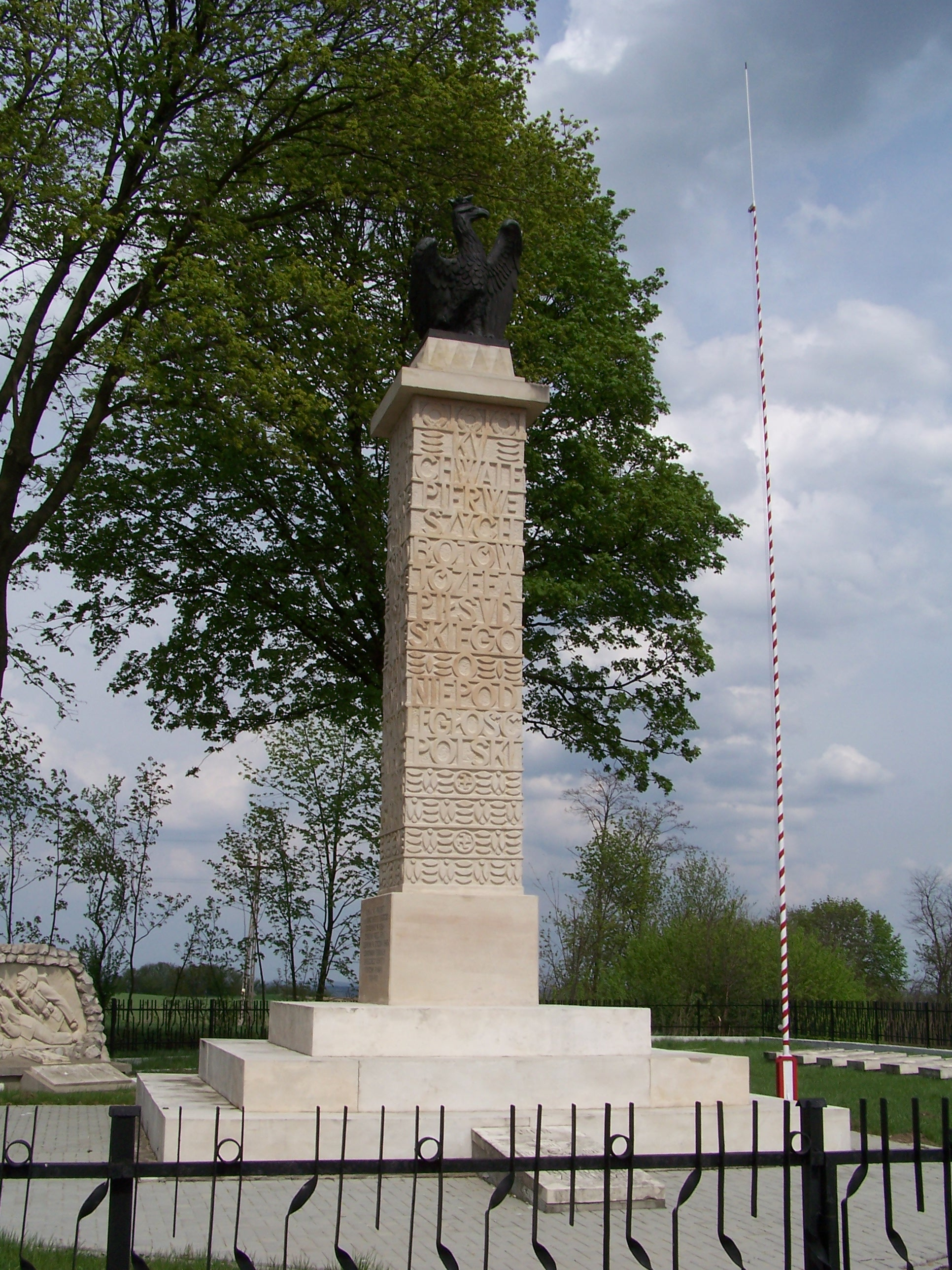
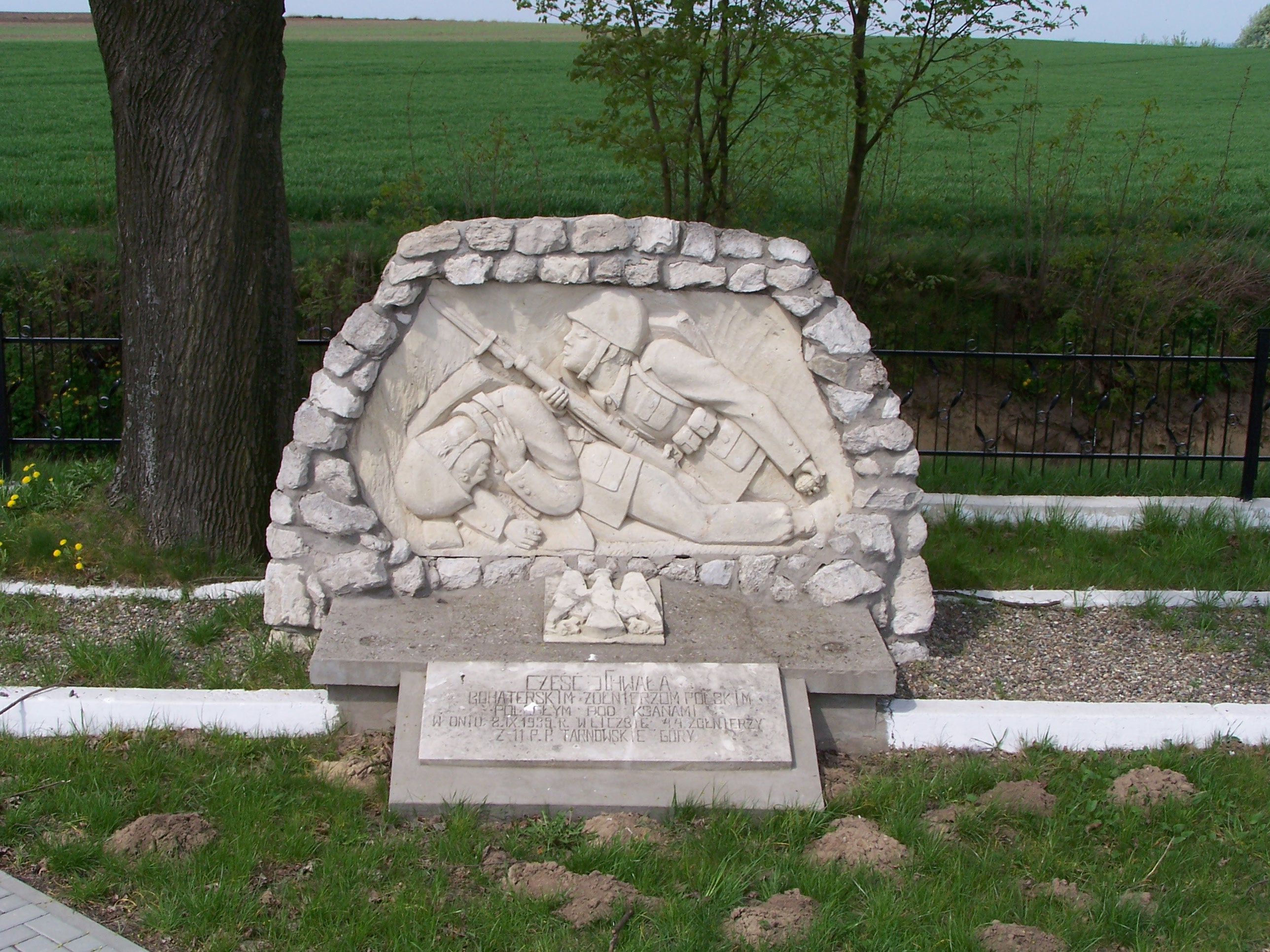
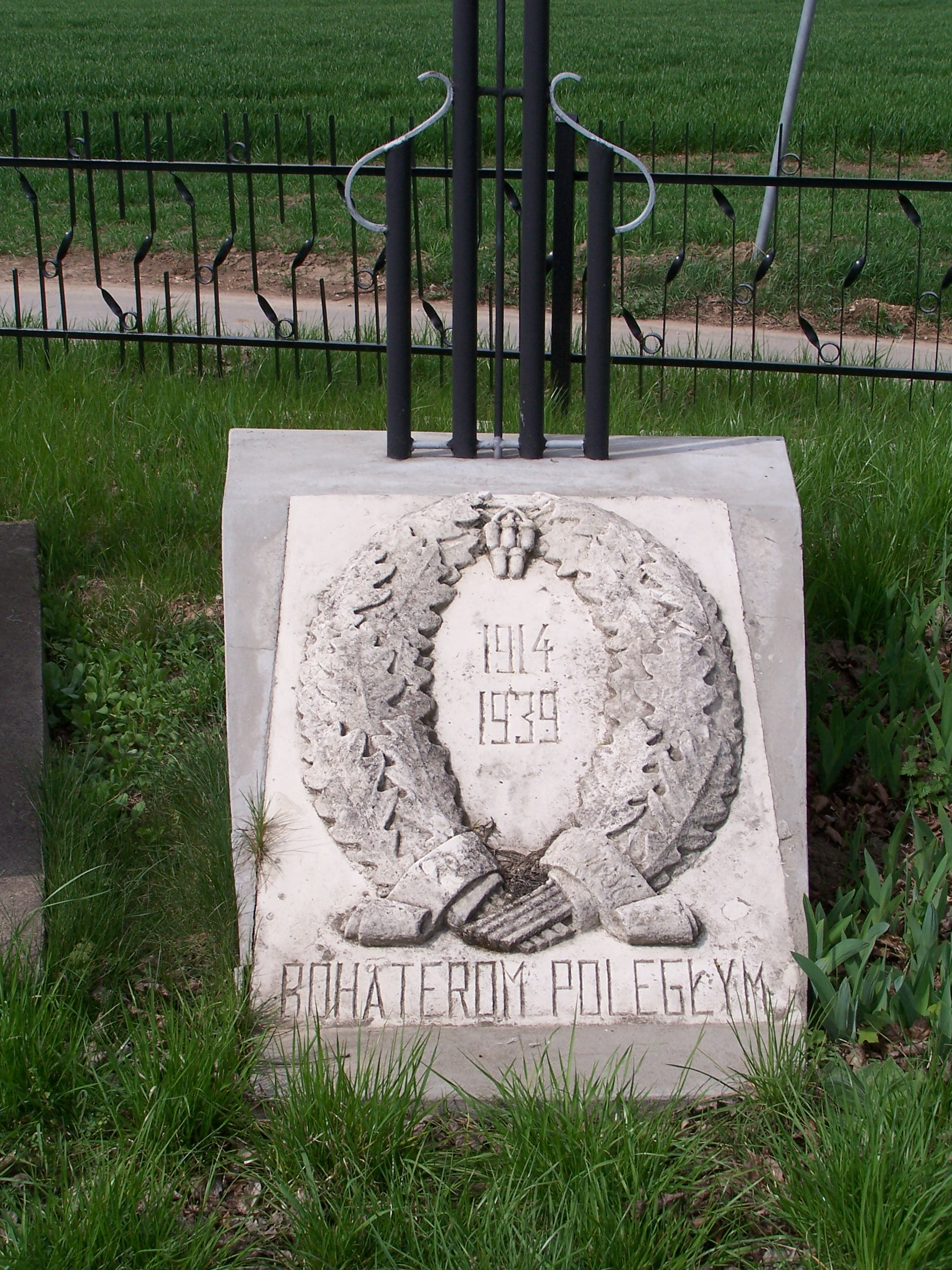
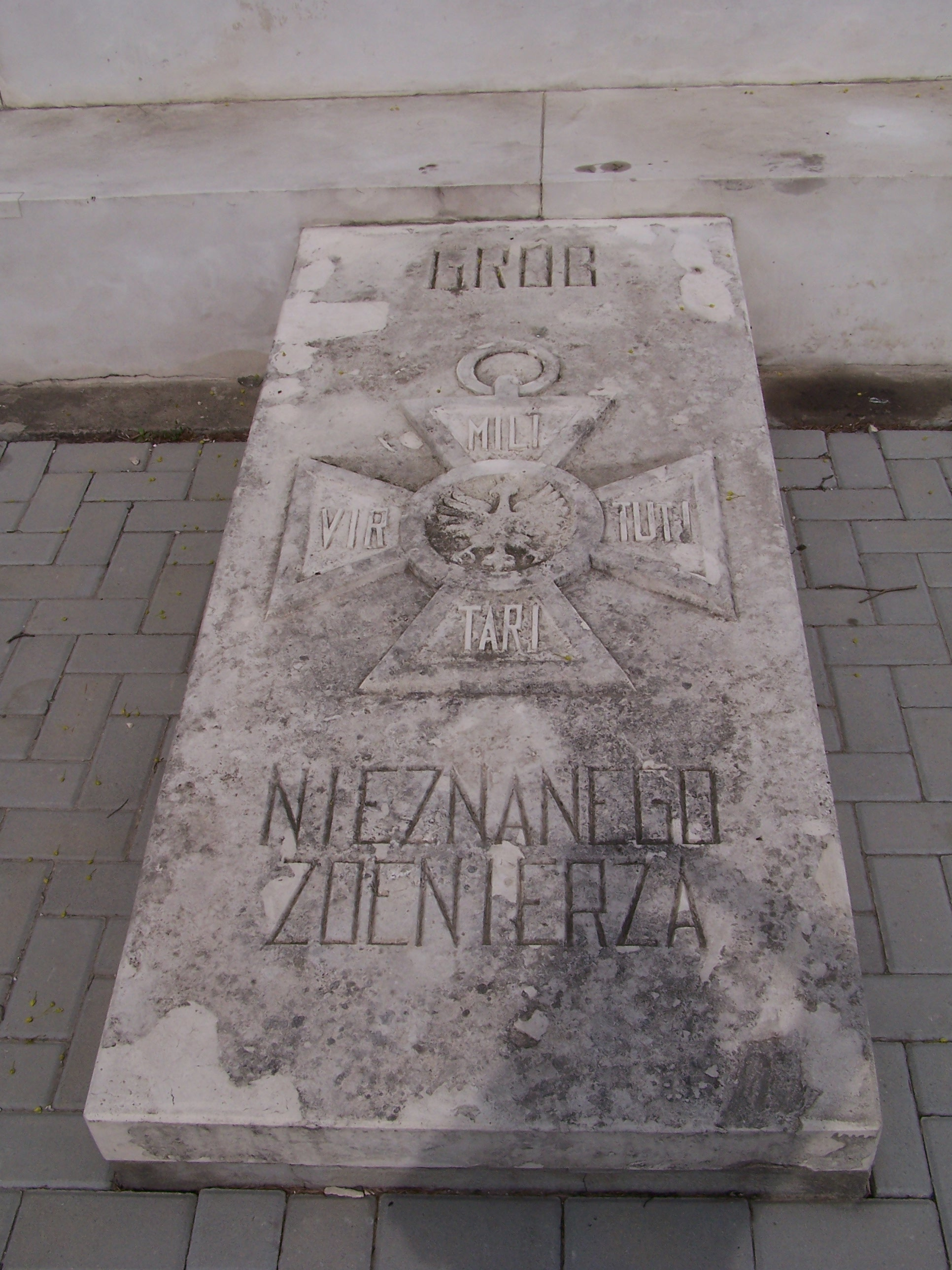
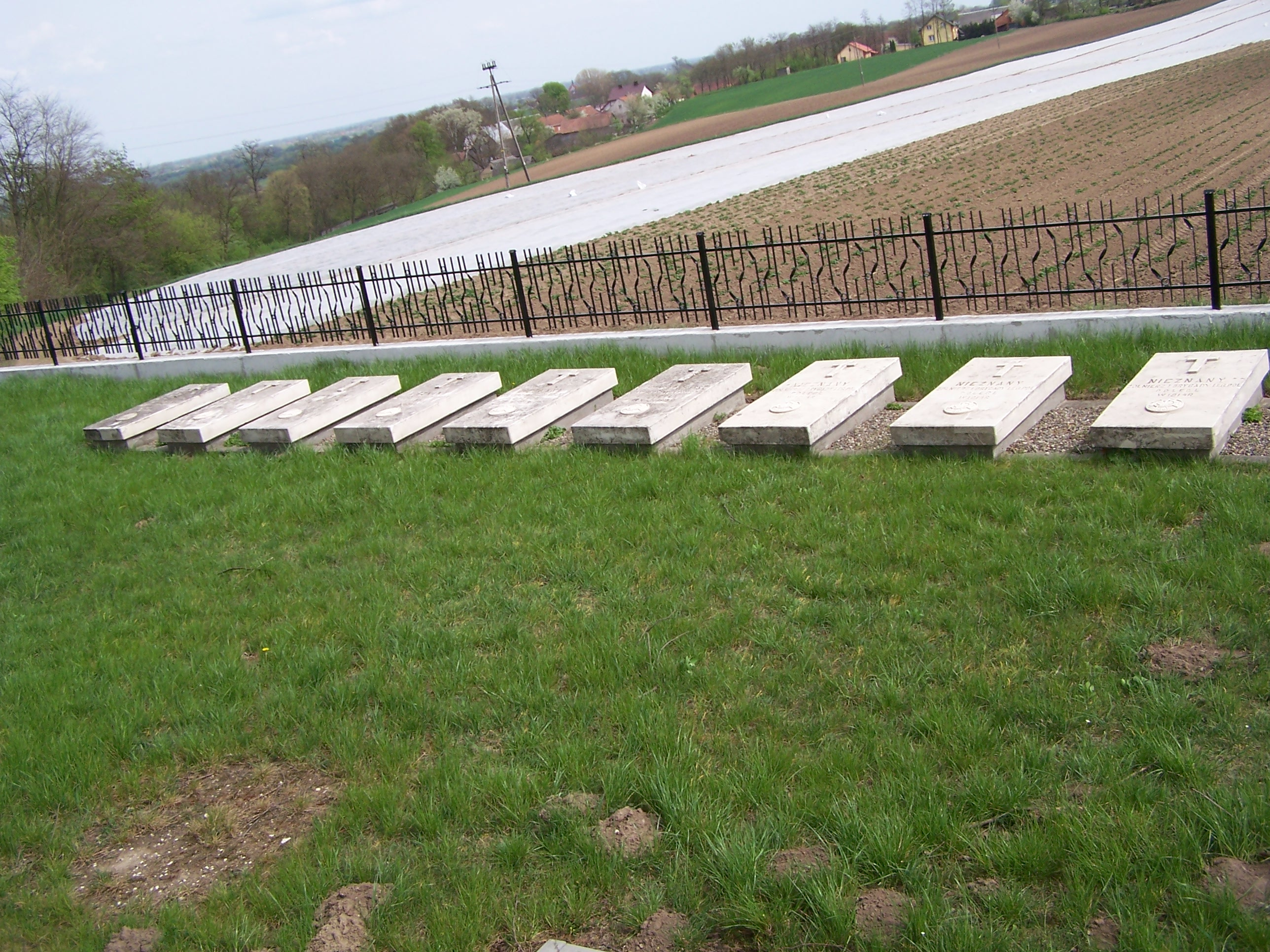

- Zespół dworski z parkiem, pozostałościami dworu oraz zabudowaniami gospodarczymi z przełomu XVIII i XIX w.

## Osoby związane z Czarkowami
- Stanisław Lubieniecki – polski astronom, historyk i pisarz, lokalny pastor
- Hieronim Moskorzowski – działacz reformacyjny braci polskich
- Andrzej Wiszowaty -filozof, teolog, ideolog religijny braci polskich